# Thập niên 150
Thập niên 150 hay thập kỷ 150 chỉ đến những năm từ 150 đến 159.